# Elwood-Magnolia
Elwood-Magnolia is een plaats (census-designated place) in de Amerikaanse staat New Jersey, en valt bestuurlijk gezien onder Atlantic County.

## Demografie
Bij de volkstelling in 2000 werd het aantal inwoners vastgesteld op 1392.

## Geografie
Volgens het United States Census Bureau beslaat de plaats een oppervlakte van
8,4 km², geheel bestaande uit land.

## Plaatsen in de nabije omgeving
De onderstaande figuur toont nabijgelegen plaatsen in een straal van 16 km rond Elwood-Magnolia.